# Shaanxinus
Shaanxinus es un género de arañas araneomorfas de la familia Linyphiidae. Se encuentra en China en Shaanxi y Hebei.

## Lista de especies
Según The World Spider Catalog 12.0:
- Shaanxinus anguilliformis (Xia, Zhang, Gao, Fei & Kim, 2001)
- Shaanxinus rufus Tanasevitch, 2006